# Charles Vanik

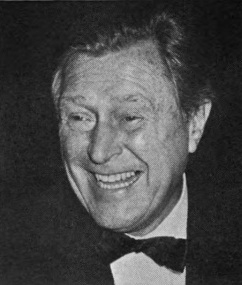
Charles Vanik

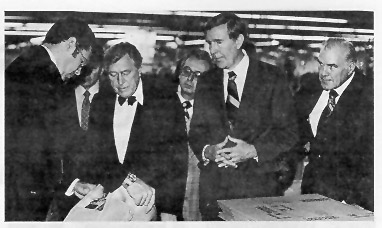
Charles Vanik (Dritter v. links) gemeinsam mit seinem Kongresskollegen Mo Udall (Zweiter v. rechts) (1978)

Charles Albert Vanik (* 7. April 1913 in Cleveland, Ohio; † 30. August 2007 in Jupiter, Florida) war ein US-amerikanischer Politiker der Demokratischen Partei. Von 1955 bis 1981 war er Mitglied des Repräsentantenhauses der Vereinigten Staaten für den 21. und 22. Kongressdistrikt des Bundesstaates Ohio. 

## Leben
Charles Vanik wurde in Cleveland geboren. Dort besuchte er die Schule und studierte anschließend Jura an der Case Western Reserve University. Nachdem er 1938 und 1939 im Stadtrat von Cleveland und von 1940 bis 1942 im Senat von Ohio aktiv gewesen war, meldete er sich bei der US Navy und diente im Zweiten Weltkrieg sowohl im Atlantik als auch im Pazifik. Nach seiner Rückkehr aus dem Krieg war er von 1946 bis 1954 als Richter im Dienst der Stadt Cleveland tätig. 
Bei der Kongresswahl 1954 wurde Vanik als Vertreter des 21. Distrikts von Ohio ins US-Repräsentantenhaus gewählt. 1968 wechselte er den Distrikt und vertrat fortan bis 1981 den 22. Distrikt. Vanik trat bei den Gouverneurswahlen 1982 als Kandidat zum Vizegouverneur an. Gemeinsam mit dem Attorney General von Ohio, William J. Brown, der als Gouverneur kandidierte, verloren sie jedoch bereits die Vorwahlen gegen den späteren Gouverneur Dick Celeste. Daraufhin zog sich Vanik ins Privatleben zurück.
Charles Vanik starb 2007 in seiner Wahlheimat Jupiter in Florida im Alter von 94 Jahren. Er hinterließ seine Frau Betty, zwei Kinder und zwei Enkel.